# له‌مله وسطی جوکار
له‌مله وسطی جوکار، روستایی از توابع بخش مرکزی شهرستان مارگون شهرستان مارگون در استان کهگیلویه و بویراحمد ایران است.

## جمعیت
این روستا در دهستان مارگون قرار دارد و براساس سرشماری مرکز آمار ایران در سال ۱۳۸۵، جمعیت آن زیر سه خانوار بوده‌است.